# دهك (شهرضا)
دهك هي قرية في مقاطعة شهرضا، إيران. يقدر عدد سكانها بـ 115 نسمة بحسب إحصاء 2016.